# Jokkmokks marknad
Jokkmokks marknad är en årlig vintermarknad i Jokkmokk som grundades 1605 och hålls den första torsdagen till lördagen i februari.
Marknaden tillkom år 1605 efter ett påbud år 1602 av dåvarande Hertig Karl som senare kröntes till Karl IX att inrätta marknadsplatser i Lappmarken. Marknaden är en samlingsplats för samer från hela Sápmi, och har utvecklats till att bli en folkfest med kulturaktiviteter. Nu för tiden blandas de vanliga marknadsknallarna med försäljare av lokalt konsthantverk och samiska produkter. Jokkmokks marknad firade 400-årsjubileum 2005. Det året hade marknaden över 76 000 besökare.
Eftersom marknaden hålls i februari och Jokkmokk ligger i Lappland har det ibland varit −30 °C eller kallare under marknadsdagar. Det sägs att det ursprungligen var ett medvetet val att lägga marknaden under årets kallaste tid för att folk skulle vara mer samlade, så att Karl IX och prästen lättare kunde syna marknaden.
I oktober 2020 fattade kommunstyrelsen ett enhälligt beslut om att ställa in den fysiska marknaden 2021 till följd av den rådande covid-19-pandemin och tillhörande besöksbegränsningar vid arrangemang. Det innebar att den årliga sviten av fysiska marknader stannade vid 415. 2021 genomfördes istället en digital marknad på internet med e-handel, seminarier och kulturevenemang. Även 2022 års fysiska marknad ställdes in på grund av pandemin.

## Historia

### 1600-tal
År 1605 hölls den första vintermarknaden i Jokkmokk enligt beslut av Hertig Karl. Syftet med att inrätta marknadsplatser var att stärka statens position i norr, att driva in skatt, att sprida Guds ord och att hålla ting. Befolkningen i norr skulle knytas närmare till makten i söder. Kringflyttande samer och birkarlar vilka var handelsmän från kusten skulle därmed kunna kontrolleras bättre. All annan handel på andra platser i Lule lappmark kom att förbjudas. Innan utbytandet av varor fick ske skulle kronans fogdar uppta skatt under marknadsdagarna. 
Då de fasta marknadsplatserna skulle etableras så sökte man ställen där samerna vistades vintertid. I Lule lappmark valde man Jokkmokk, eller Dálvvadis, som betyder just vinterviste på samiska. Under 1600-talet byggdes här en enkel prästgård, tullbod och marknadsbodar. Det skulle dock dröja länge innan någon präst kom att bo i Jokkmokk permanent. De reste istället upp från kusten vid marknader för att uträtta sina ärenden såsom husförhör, vigslar, kyrkobokföring och predikningar. Det var mycket hektiskt under marknadsdagarna för prästerskapet då de sällan besökte sina lappmarksförsamlingar.
Under marknadsdagarna fördes varor både till och från Jokkmokk. Produkter som fördes ut från marknaden var skinn- och skinnvaror, vilt, levande renar och torkad fisk. Varor som fördes till Jokkmokk var exempelvis salt, smör, mjöl, silver, vadmal, kläde och järnvaror.

### 1700-tal
Jokkmokk som permanent samhälle var fortfarande ringa och hade en högst temporär bebyggelse. Här fanns en prästgård, en kyrka, marknadsbodar och en kyrka. Under detta århundrade stationerades också en kaplan i samhället och en skolmästare då en statlig skola för samebarn instiftades. Under vintermarknaden fylldes samhället med liv och rörelse. Tobak och salt blev vanliga varor under marknadshandeln. Salt importerades under 1700-talet från Portugal och Medelhavsområdet men det fanns även saltsjuderier i norra Norge och på den svenska västkusten. Tobak odlades under 1700-talet i södra Sverige. Skinn- och skinnvaror, renar och vilt från lappmarken var varor som handelsmännen från kusten förde ut i världen efter den hektiska marknadstiden. Spridandet av kristendomen skedde fortfarande till största delen under marknaden och missionen intensifierade under 1700-talet då samerna tvingades till personlig omvändelse och förnekande av den gamla tron.

### 1800-tal
Kyrkbyn Jokkmokk ändrades under senare delen av århundradet från en by och marknadsplats med tämligen oregelbunden karaktär och få bofasta till ett samhälle med raka gator och kvarter. Befolkningen hade ökat under en längre tid, både bland nomadiserande samer och de som var bofasta. 1800-talets marknader beskrivs som händelser där alla inom området infann sig mangrant. Bland ortsbefolkningen var byn känd som "plass'n", platsen, en förkortning av marknadsplatsen. Under marknaden fanns inte bara traktens människor här utan också handlare från Luleå, Nederluleå och Boden som sålde kaffe, mjöl, fläsk och andra förnödenheter. Handlarna var inte bara försäljare, de var också uppköpare som när marknaden var slut färdades till Murjek och järnvägsstationen med typiska lappmarksprodukter såsom renhudar, renstekar, sik, ripor och skohö för vidareförsäljning ut i landet. Marknaden utgjorde också ett ypperligt tillfälle att inhandla viltskinn av djur som varg, björn, järv, mård, utter, ekorre och olika varianter av räv för återförsäljning. 
Förutom att idka handel så roade man sig under marknaderna. Här fanns målskjutning med luftgevär, panorama och karuseller. Prästerskapet hade bråda tider, såsom de hade haft genom marknadens historia. Många besökte pastorsexpeditionen för att ta ut lysning, arrangera vigslar, begravningar eller för att ta reda på hur gammal man egentligen var. 
Handelsvarorna kaffe och mjöl var de varor som kom att bli mer vanliga för alla Lappmarkens människor under 1800-talet och båda dessa inköptes oftast under marknaden.

### 1900-tal
Under 1900-talet förändrades handeln. Postorder och butiker dök upp, järnvägsnätet byggdes ut och vägarna blev fler och större. Många av de gamla marknaderna upphörde helt, Jokkmokks marknad levde vidare, om än tidvis i mindre storlek. År 1904 hotades dock hela marknadens existens då bygdens handlare krävde att den skulle avskaffas, vilket avslogs. Under marknaden var det under den första delen av 1900-talet skinnhandeln som fortfarande dominerade. Samer ankom med ackjor fullastade med renskinn, viltskinn, fisk och fågel för att sälja till handlarna från kusten. De som var bofasta kom med ripor, järpar och annan skogsfågel men också med frusen fisk till försäljning. På marknaden fanns vadmalstyg, duk till tältkåtor, mjöl, sockertoppar, godis, kaffe, tobak, garner och olika sorters tyger som de köpte eller bytte till sig. Både bofastas slädar och nomadiserande samers ackjor var ofta fullastade vid hemfärd. 
Marknaden varade under första delen av 1900-talet under fredagen och lördagen. Under dessa dagar höll den som var lappfogde möten med samebyarna när det gällde renskötselfrågor. På söndagen anordnades dop, jordfästningar och bröllop och gudstjänster.

### Jubileumsmarknaden 1955
År 1955 fyllde marknaden 350 år. Innan detta år hade marknaden varit en så kallad fri marknad vilket innebar att man inte behövde några speciella tillstånd för att komma till platsen och sätta upp sitt salustånd. Detta ändrades i samband med jubileumsmarknaden då Jokkmokks kommun övertog ägandet och delade ut särskilda tillstånd till försäljare på specifika platser. I samband med övertagandet blev också marknaden en dag längre, från två dagar lång till tre (torsdag till lördag). Marknadsstånden ökade från ett 30-tal till 150 stycken detta år och en rajd med renar gick för första gången i modern tid genom samhället. En marknadssymbol togs fram, formgiven av konstnären Runo Lette. Den föreställer en kvinna, klädd i lulesamisk dräkt, som håller en bit kläde över armen och med en ren bakom sig. Lette tillverkade en skulptur av denna kvinna i borstat stål som idag finns på Ájtte, Svenskt fjäll- och samemuseum. Marknaden filmades detta år av SVT och en minnesskrift "Jokkmokks marknad 1605-1955" togs fram.

## Galleri

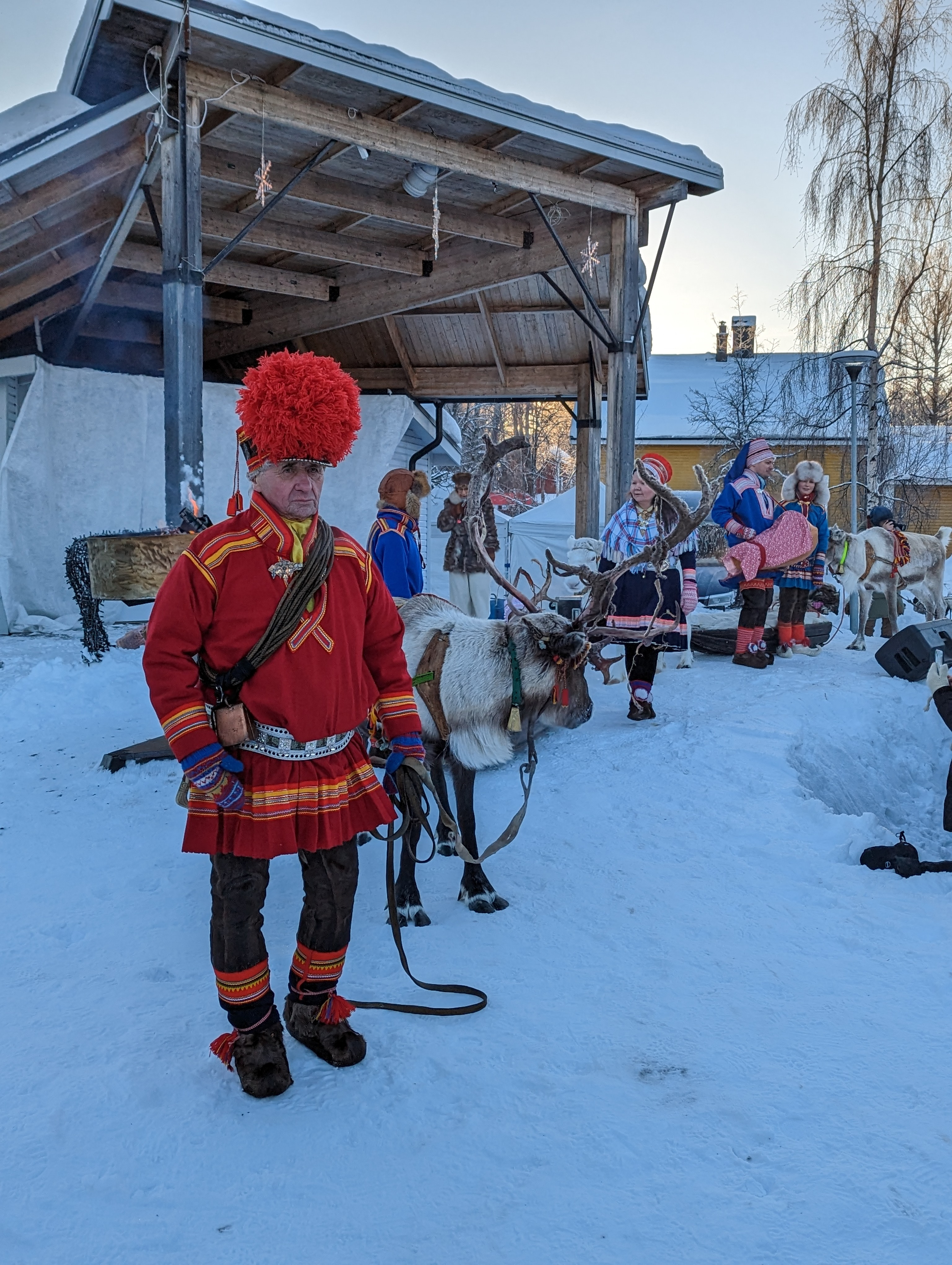
Renrajden i Jokkmokk som leds av Per Olof Kuhmunen
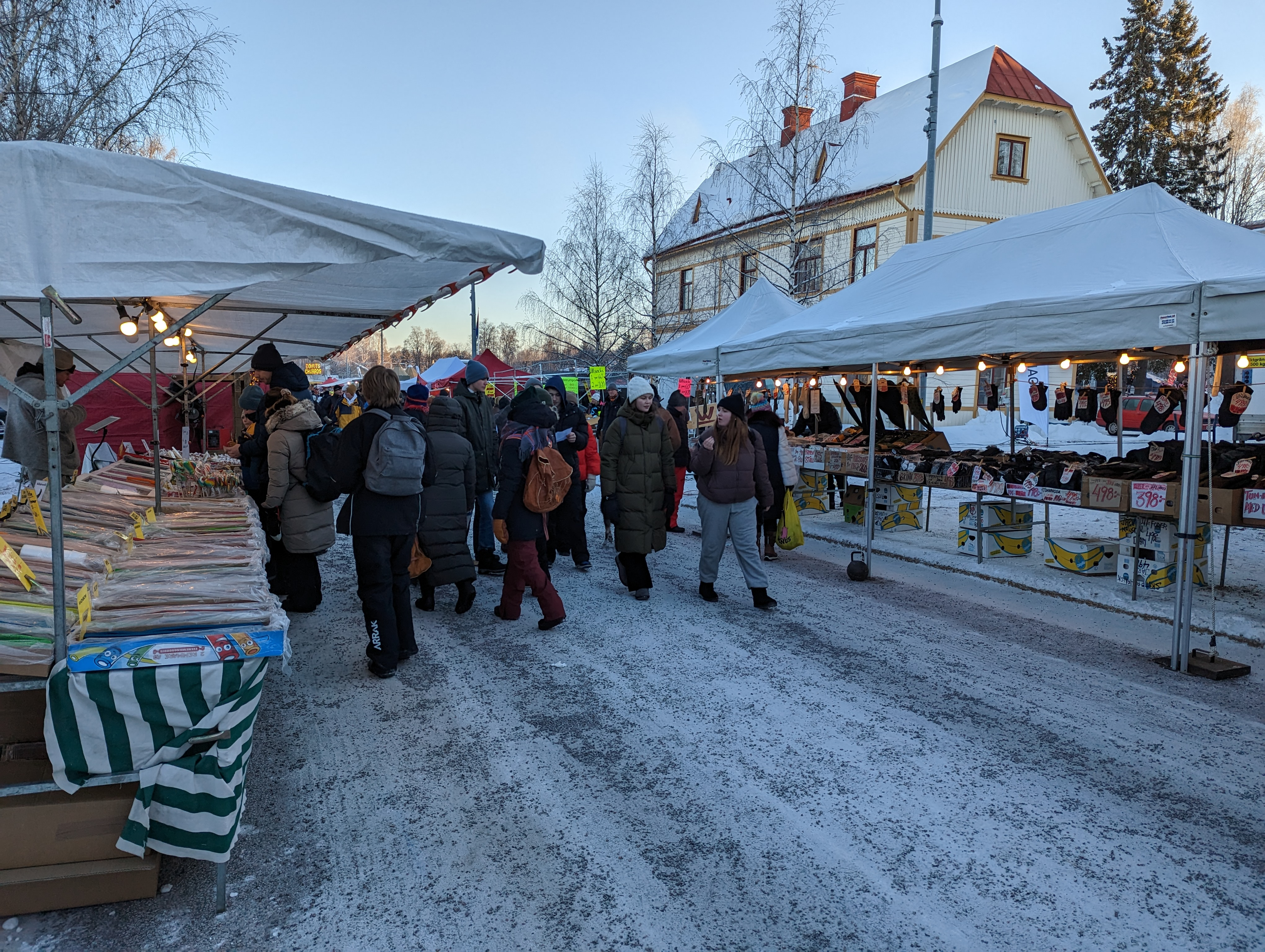
Jokkmokks marknad 2023
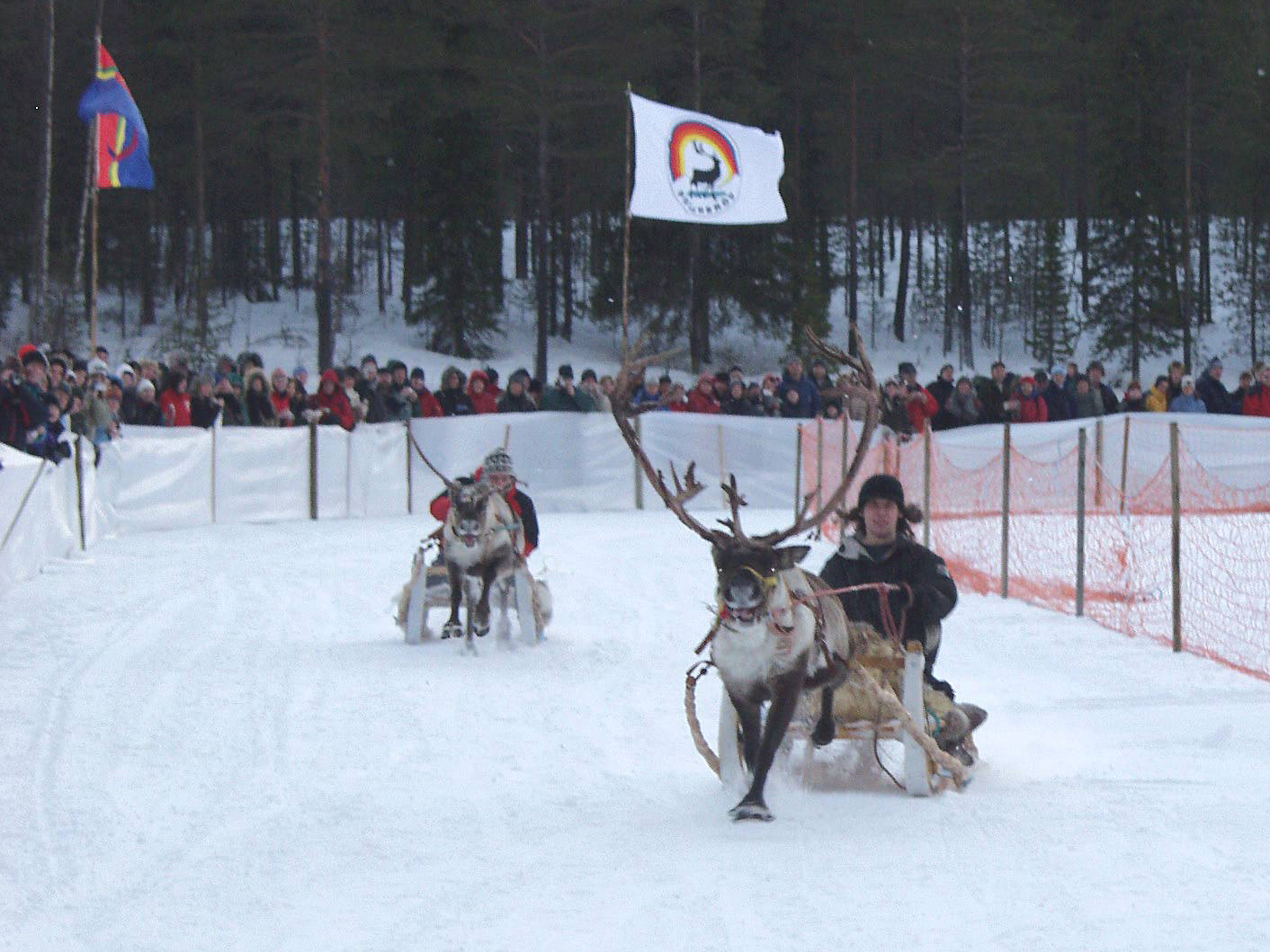
Renrace på Talvatissjön